# 金刚宝座式塔

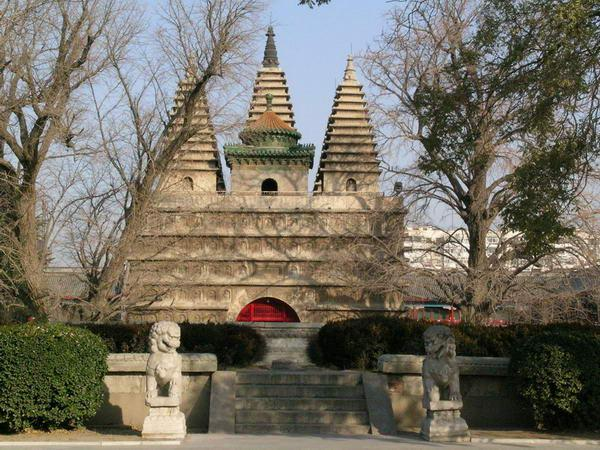
中国北京真觉寺金刚宝座塔

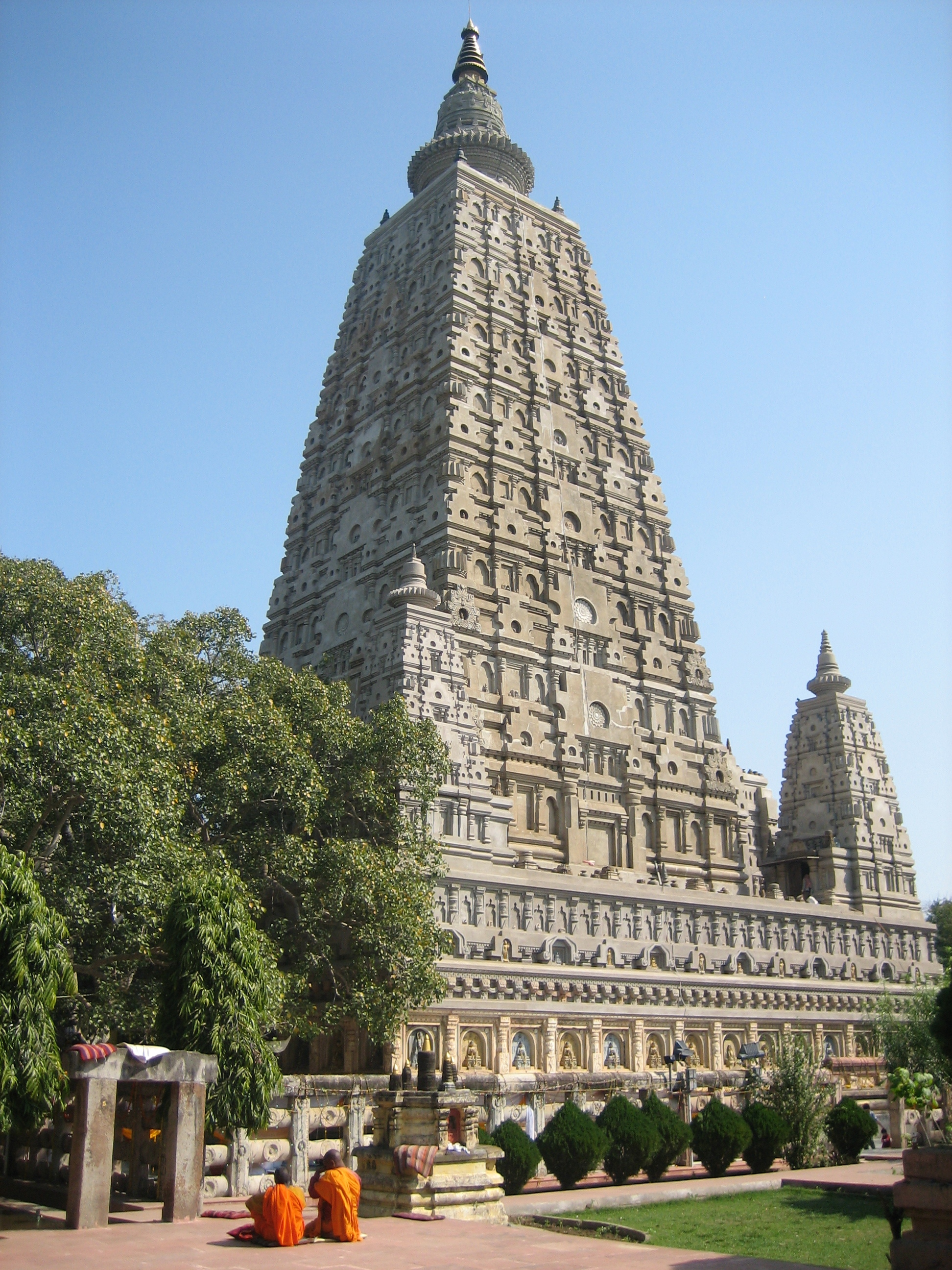
印度摩訶菩提寺金刚宝座塔

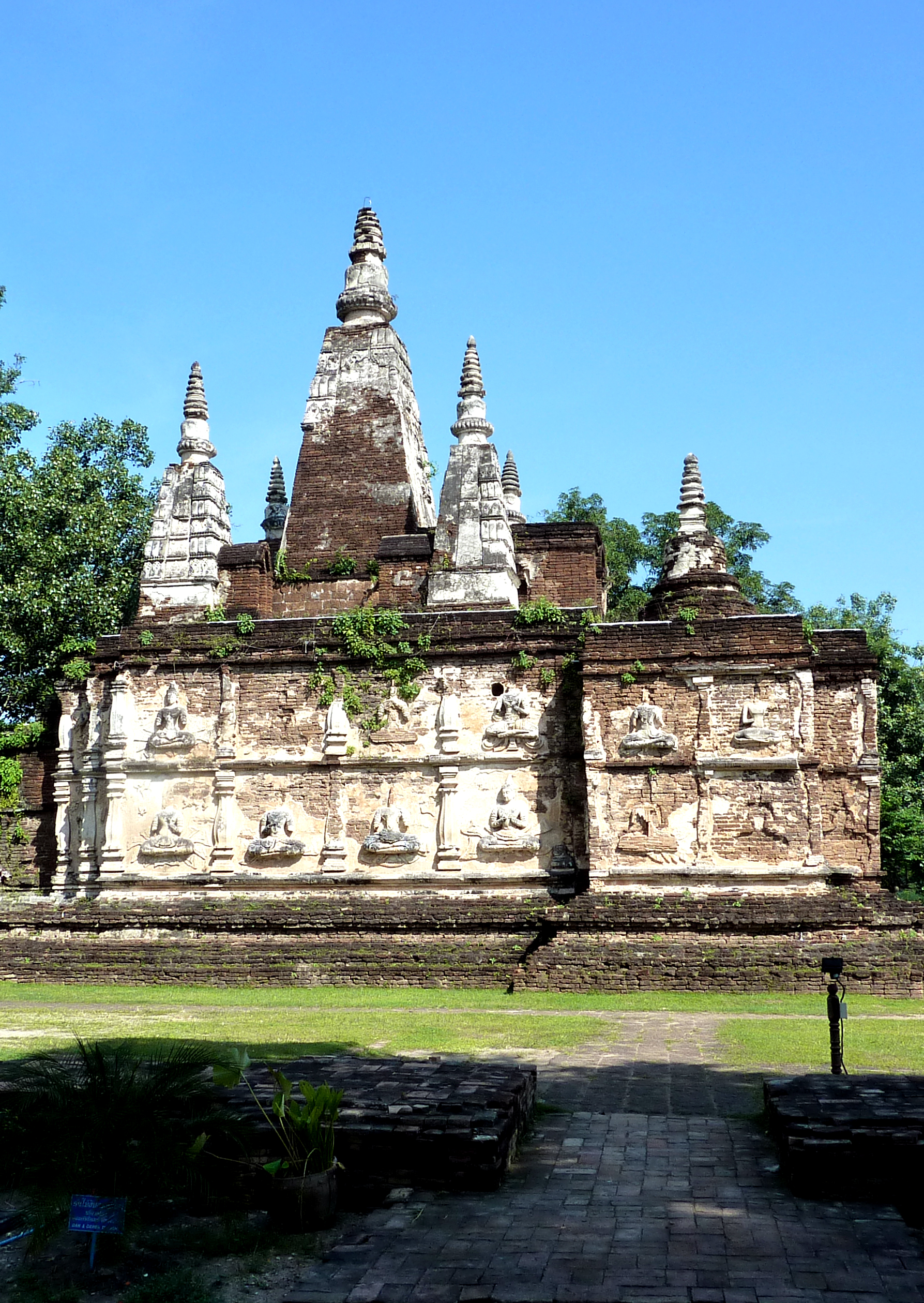
泰国清迈斋育德寺金刚宝座塔

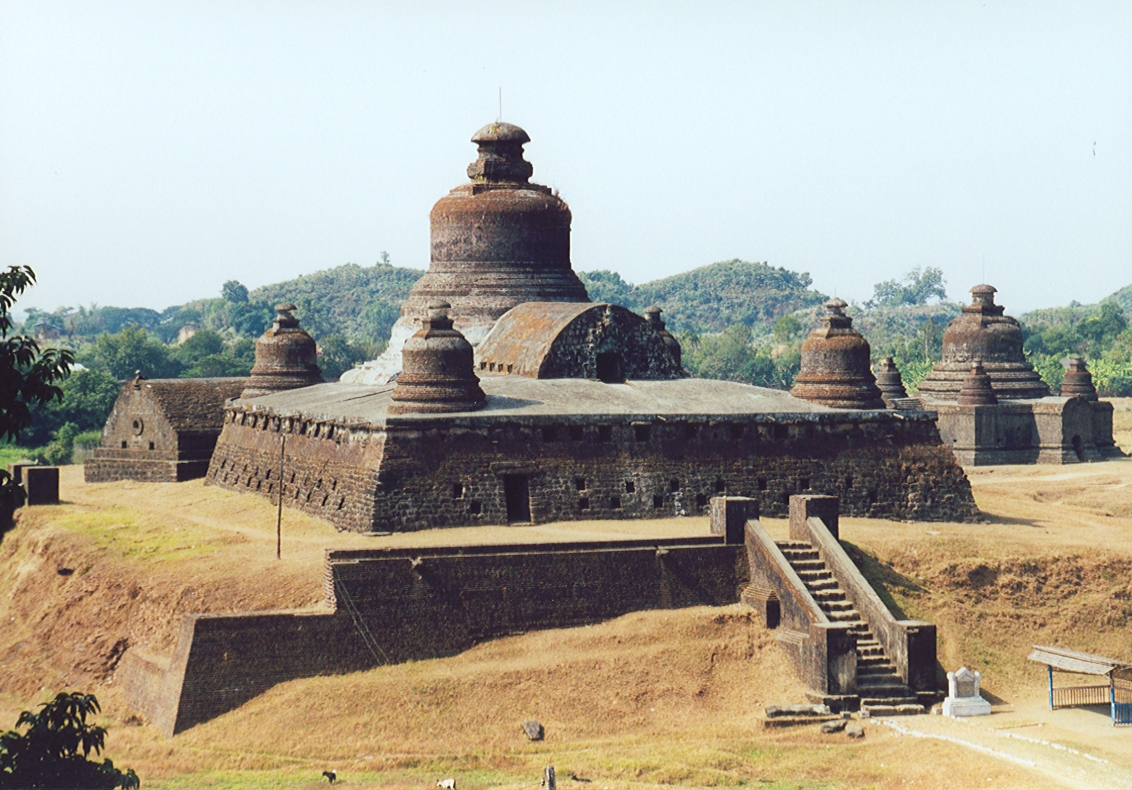
缅甸妙烏图甘登寺的兩座金剛寶座塔

金刚宝座式塔，佛塔的形式之一，起源于印度，造型象征着礼拜金刚界五方佛。佛经上说，金刚界有五部，每部有一位部主，中间的为大日如来佛，东面为阿閦（chù）佛，南面为宝生佛，西面为阿弥陀佛，北面为不空成就佛。金刚宝座代表密宗金刚部的神坛，金刚宝座塔上的五座塔就分别代表这五方佛。
最早的金刚宝座塔是印度比哈尔南部的佛陀迦耶摩訶菩提寺大塔，中国建筑的金刚宝座式塔是仿造它而来，随时代和文化的发展又有了很大的改变。宝座上的塔有密檐式、楼阁式、覆钵式等多种，有的金刚宝座塔还建在佛教建筑顶上。
中国最早的金刚宝座塔造型出现在敦煌中北周石窟的壁画之上。最早的塔形实物是山西朔县崇福寺的北魏石刻中的金刚宝座塔石刻。现存最早的建筑实物是北京真觉寺金刚宝座塔。金刚宝座式塔有三种建造形式：作为单体建筑独立建造，作为佛殿顶端的部件，作为塔刹建造。

## 各地分布

### 中国
中国现存的金刚宝座塔仅十余座，比较有名的是四大金刚宝座塔，分别为北京的真觉寺金刚宝座塔、北京碧云寺金刚宝座塔、清净化城塔和呼和浩特市的慈灯寺塔。目前北京地区共有金刚宝座塔四座，除了上述三座之外还有北京玉泉山妙高塔。
昆明妙湛寺金刚宝座塔始建于元至正年间（公元1341-1370年），水毁倒塌后，明天顺二年，公元1458年重建。清康熙三十五年，公元1696年对地震损坏部分进行维修。公元2001年，为防水淹，整体顶升2.6米。现存建筑为明天顺二年所建，是国内同类型塔最早的实物。

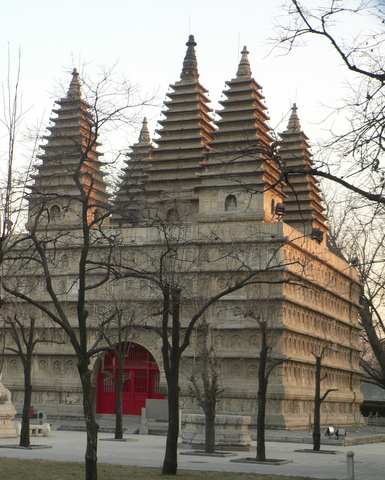
真觉寺金刚宝座塔
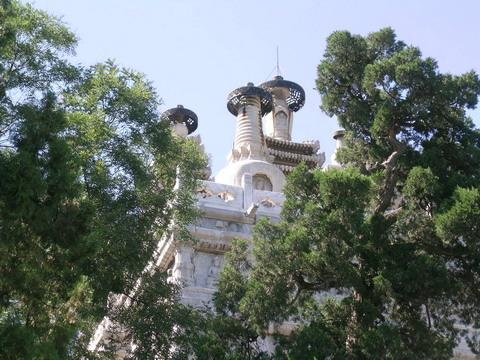
碧云寺金刚宝座塔
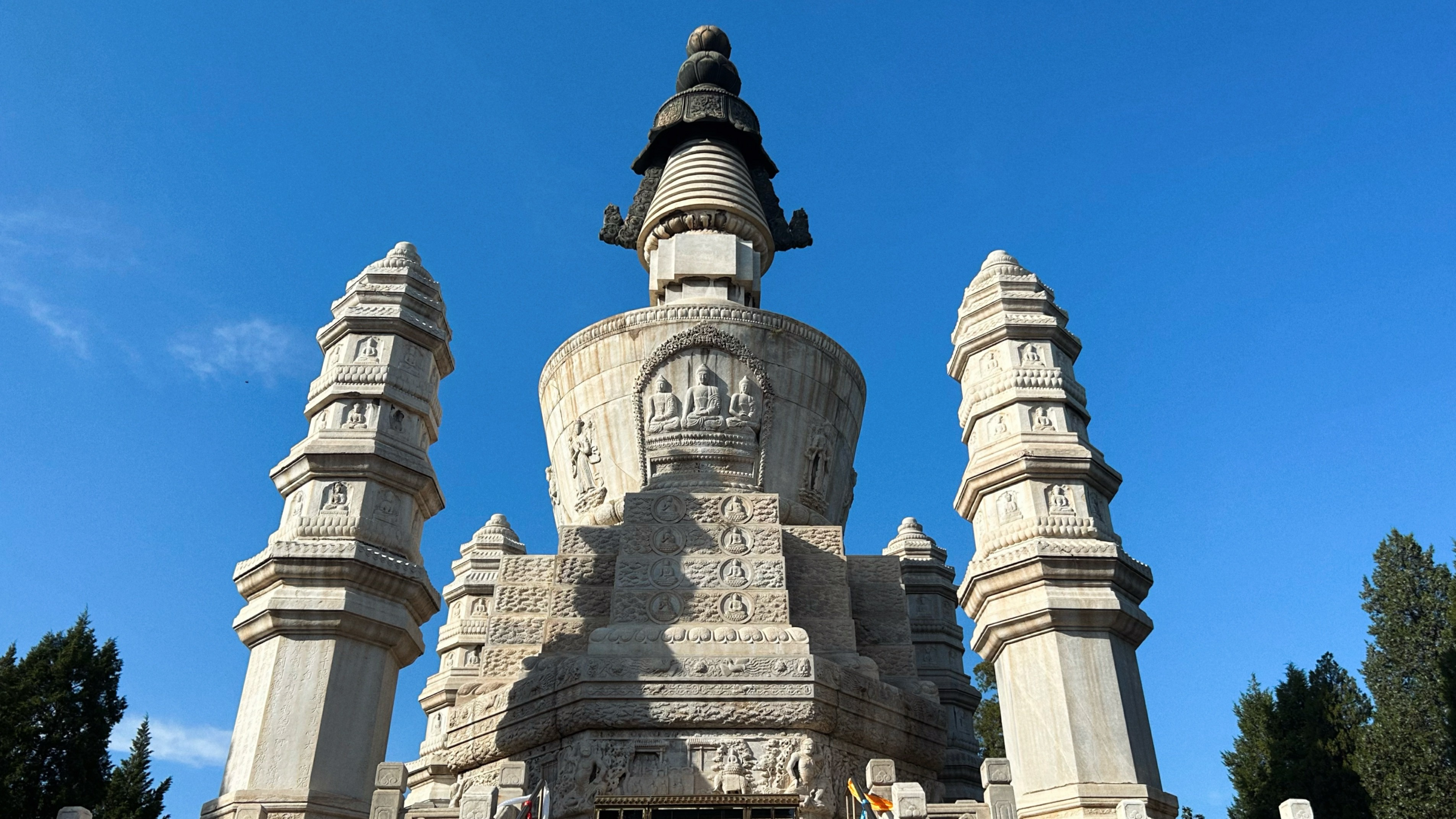
西黄寺清净化城塔
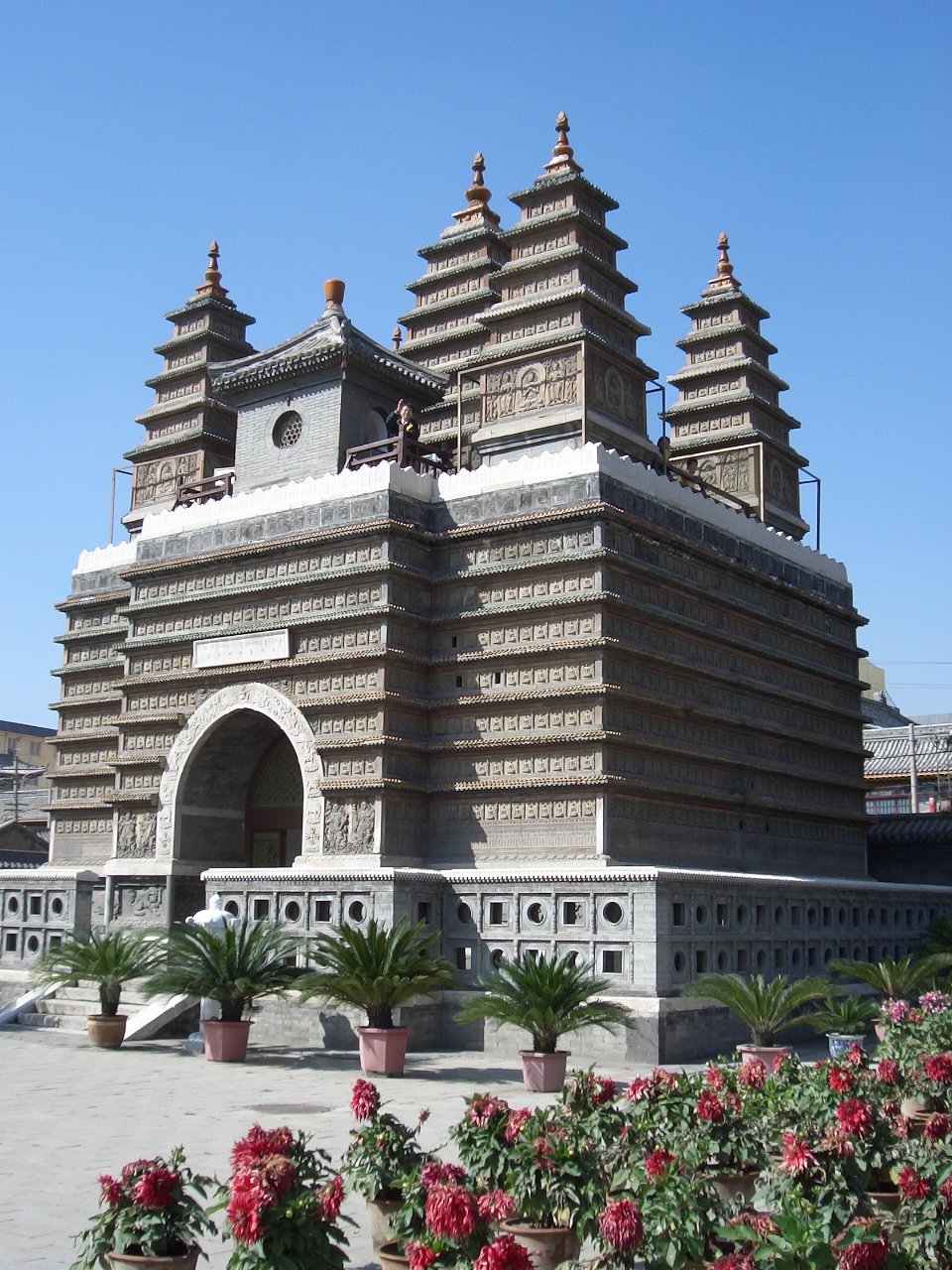
慈灯寺塔
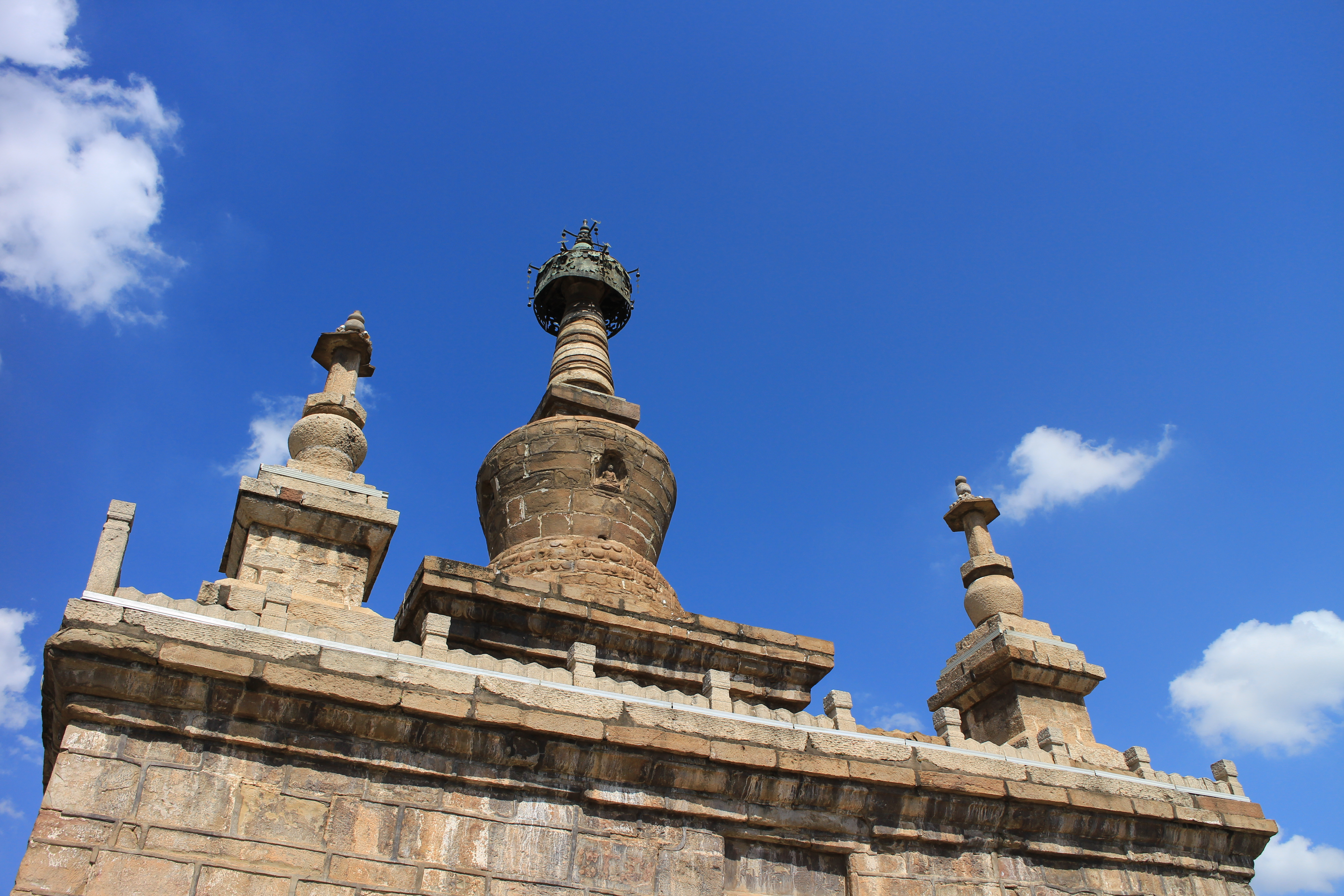
昆明妙湛寺金刚塔
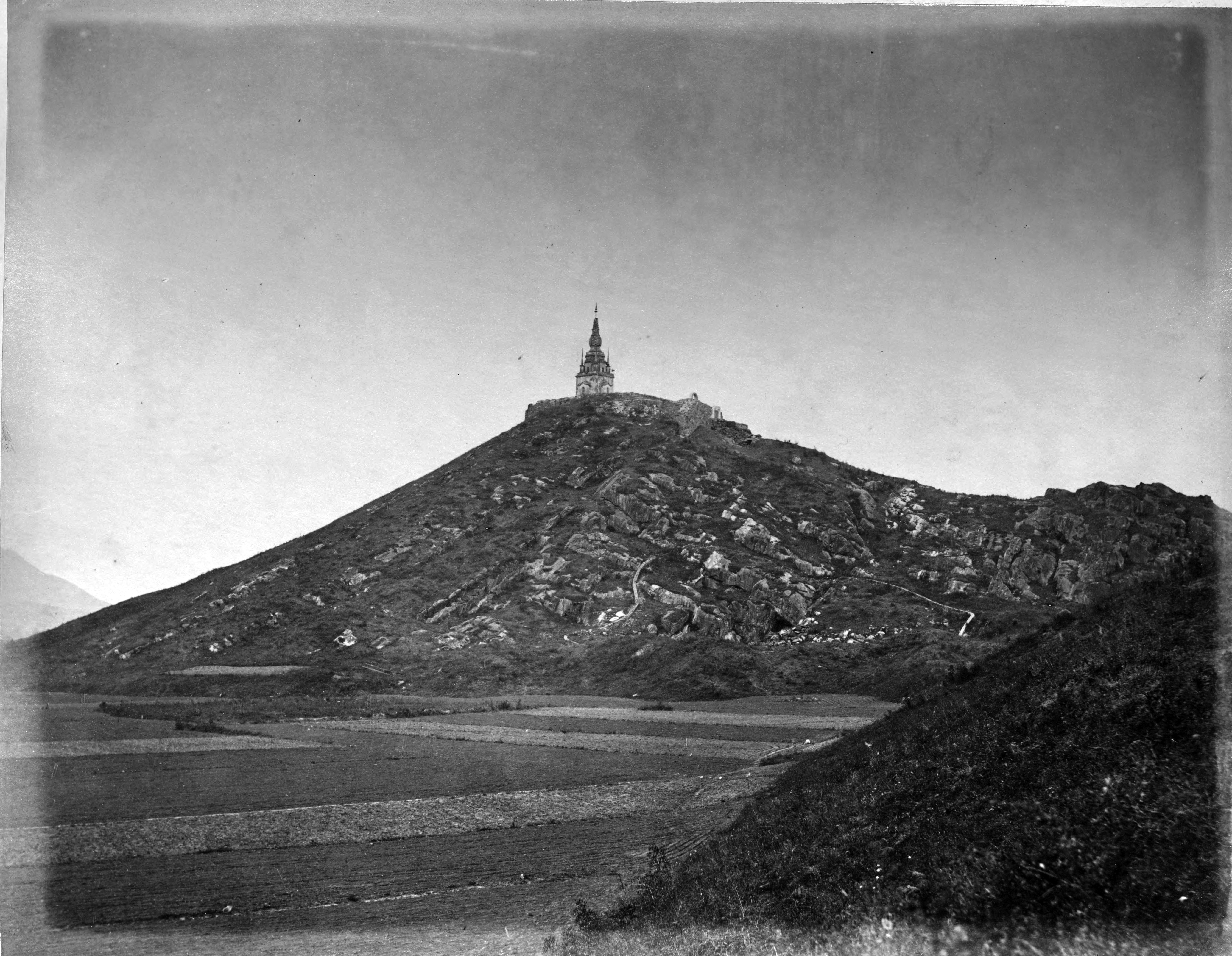
北京玉泉山妙高塔，1879年左右

### 印度
印度菩提伽耶的摩訶菩提寺金刚宝座塔。

### 泰国
泰国清迈有一座出名的柴尤寺金刚宝座塔。

### 緬甸
若开邦有不少金刚宝座塔。